# Vodní nádrž Zaječice
Zaječice jsou přehradní nádrž na Hutním potoku I (též Otvický potok) v Mostecké pánvi na severozápadě Čech v okrese Chomutov. Nachází se na 1,25 říčním kilometru Hutního potoka I. Byla postavená v letech 1973–1976 jako nádrž pro havarijní zajištění zásob povrchové vody pod vodní nádrží Újezd a ochranu před povodněmi na Hutním potoce. Kromě toho je využívána ke sportovnímu rybolovu. Na některých turistických mapách je Hutní potok I označen jako Otvický potok.

## Historie

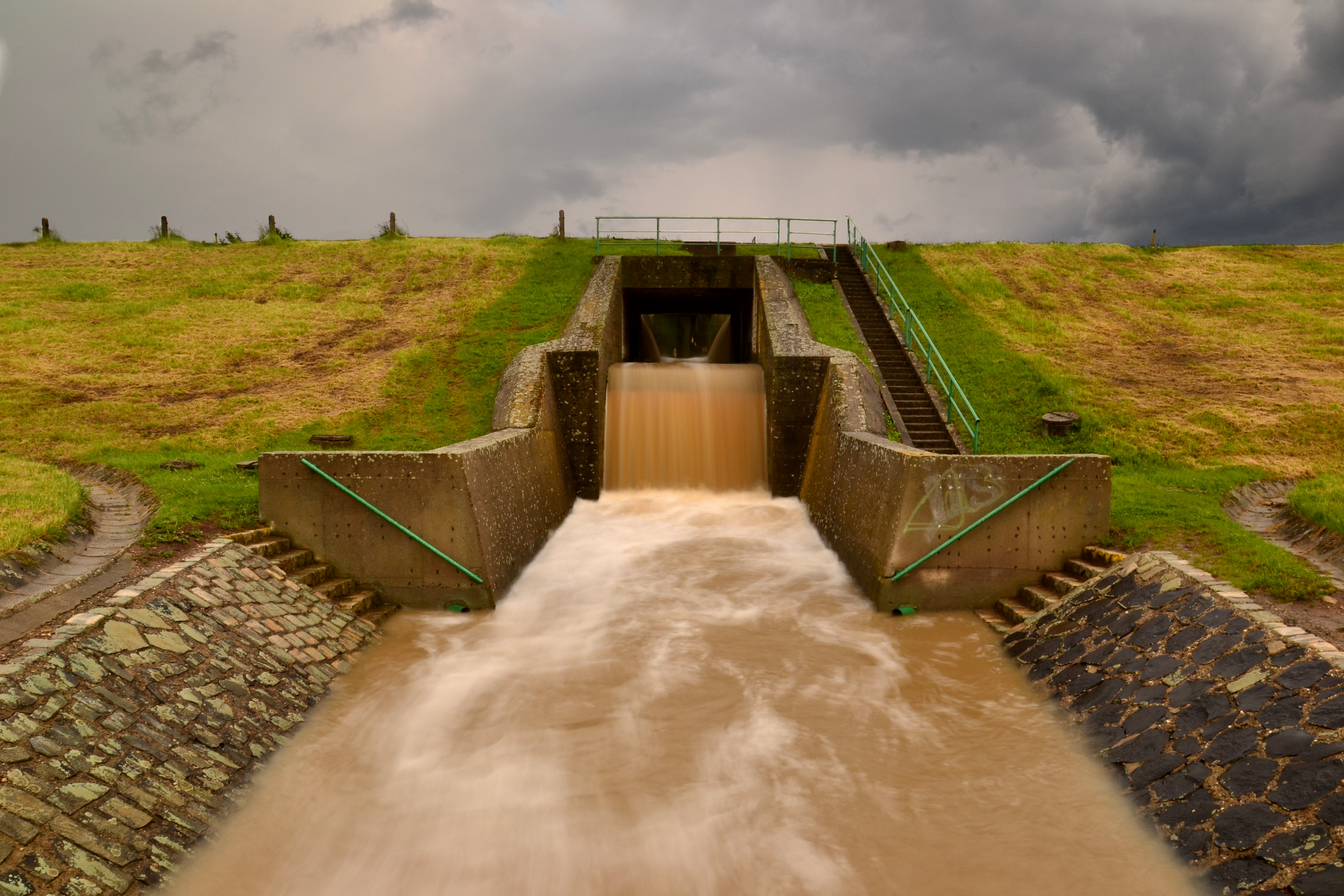
Bezpečnostní přeliv v roce 2013

Zaječická nádrž byla vybudována v letech 1973–1976 jako součást opatření za zrušenou vodní nádrž Dřínov. Stavbu projektovaly Báňské projekty Teplice a provedl ji národní podnik Báňské stavby Most. Financovaly ji podniky Severočeské hnědouhelné doly, Doly V. I. Lenina a koncernový podnik Komořany.

## Hráz
Vodní dílo má zemní sypanou hráz dlouhou 830 metrů. Koruna hráze se nachází v nadmořské výšce 291,4 metru. Hráz je 6,8 metru vysoká a v koruně 4–5 metrů široká. Dvojice spodních výpustí má kapacitu po 2,14 m³/s a kapacita bezpečnostního přelivu při maximální hladině v nádrži je 19,3 m³/s. Zásobní prostor nádrže má objem 0,253 milionů metrů krychlových a celková kapacita nádrže s rozlohou 19,9 hektaru je 0,445 milionů metrů krychlových.

## Hydrologické údaje
Hutní potok I odvádí vodu z povodí o rozloze 10,98 km², ve kterém je dlouhodobý roční průměr srážek 530 milimetrů. Průměrný roční průtok potoka je 27 l/s.
| N             | 1   | 5   | 10  | 20  | 50  | 100 |
| ------------- | --- | --- | --- | --- | --- | --- |
| Průtok (m³/s) | 1,5 | 2,9 | 3,6 | 5,2 | 6,5 | 8,4 |

Od 25. července 2019 je s výjimkou zimních měsíců uprostřed nádrže ukotvena automatická výparoměrná a meteorologická stanice.